# Мурашіння

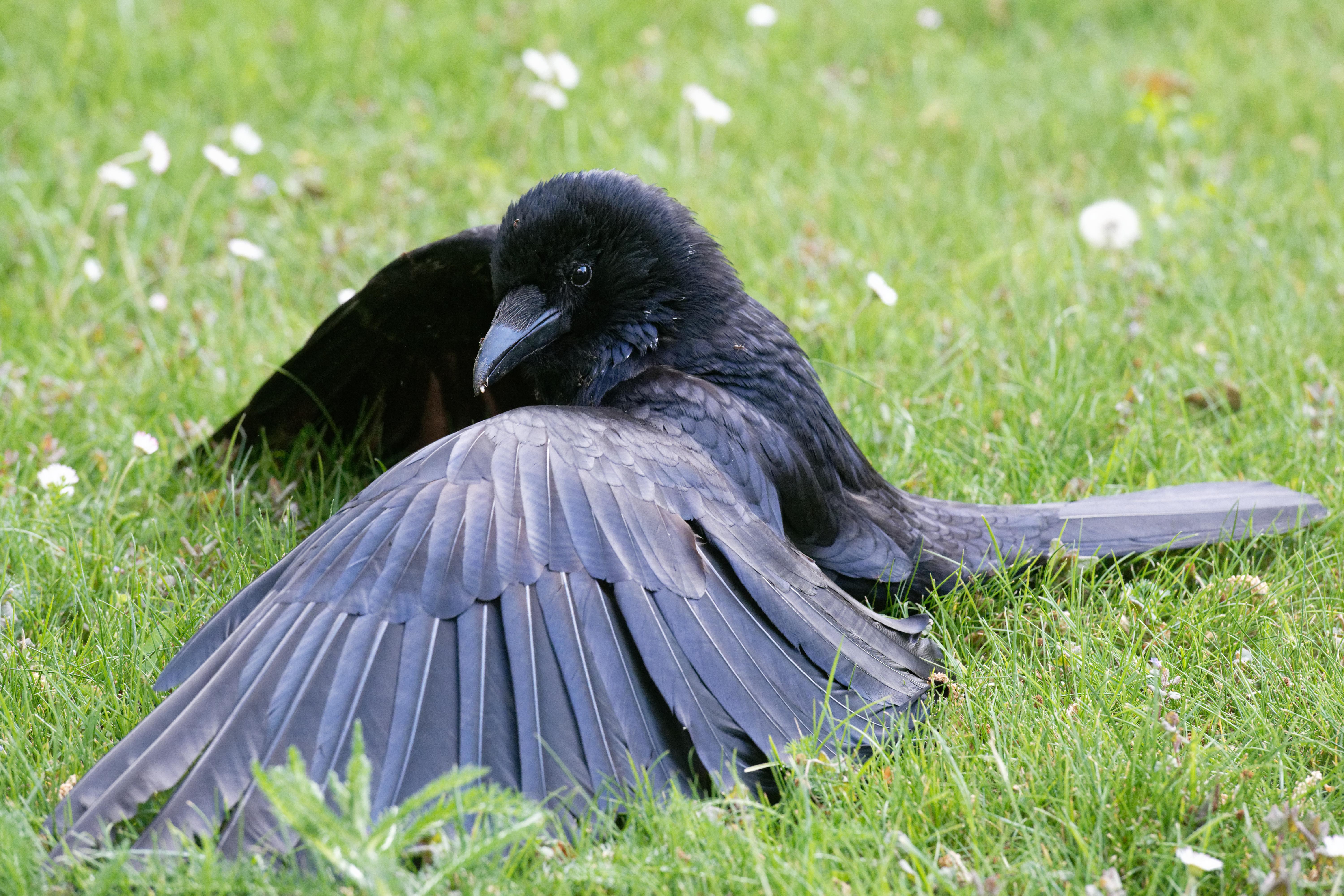
Мурашіння чорної ворони

Мураші́ння, або а́нтинг чи е́нтинг (англ. anting від ant — «мурашка») — характерний, але не дуже добре вивчений стереотип поведінки багатьох видів птахів ряду горобцеподібних, який полягає у взаємодії птахів з певними видами мурашок.
Цей своєрідний ритуал має дві форми: активну і пасивну. Під час активної форми птах бере мураха в дзьоб і стереотипним способом натирає їм своє пір'я; в пасивній формі птах присідає над групою мурашок чи лягає на мурашник, розпростує крила і залишається в такій неприродній поставі деякий час, дозволяючи мурашкам забиратися до його пір'я. Під час пасивної форми цього ритуалу птах може також вдаватися і до активної форми, але види, які практикують активну форму (більшість представників ряду горобиних), очевидно, пасивним мурашінням ніколи не займаються. Птахи дуже розбірливі у виборі мурашок для цієї процедури: вони уникають жалючих видів і віддають перевагу таким, які при обороні викидають струмені мурашиної кислоти чи іншої агресивної рідини (мурашки підродин Formicinae і Dolichoderinae родини Formicidae).
Щодо мети цієї процедури серед дослідників тривалий час точилися суперечки; деякі спеціалісти висловлювали думку, що мурашині рідини містять збуджуючі речовини, тобто мурашіння є різновидом наркоманії серед птахів. Однак британський орнітолог К. Е. Л. Сіммонс переконливо довів, що мурашіння є способом доглядання пір'я, тобто гігієнічною процедурою. Мурашина кислота та інші рідини, що їх виробляють мурашки, мають інсектицидні властивості; обробляючи ними своє пір'я, птах вбиває чи відлякує паразитів, таких як блохи та кліщі. До складу мурашиної рідини входить також ефірна олія, яка доповнює дію олій, що виробляються залозами самого птаха і змащують пір'я, надаючи йому непромокальних властивостей. Після сеансу мурашіння птахи часто продовжують доглядати пір'я традиційними способами: купанням і чисткою дзьобом. Пізніші дослідження показують, що птахи частіше вдаються до мурашіння протягом линяння, коли в них росте нове пір'я, і шкіра дуже подразнена.
Мурашіння — це, безперечно, природжена поведінка, і її вражаюча схожість серед представників принаймні 30 родин ряду горобиних доводить її неабияку важливість для виживання птахів. Деякі особини спостерігалися за активністю, характерною для мурашіння, використовуючи замість мурашок тліючі недопалки сигарет, помаранчеві лушпайки, нафталін, дим від тліючого багаття, а також деякі види багатоніжок, що виділяють для захисту агресивні речовини. Ймовірно, їдкі випари та гострий запах цих речовин запускає в птахів ту ж стандартну реакцію, що й запах мурашиної кислоти.
Дещо схожа на мурашіння поведінка іноді спостерігається у деяких особин видів, що не належать до ряду горобиних, але справжнє мурашіння як видова властивість відомо тільки серед горобиних.
Перші повідомлення про це явище належать до 19 століття, а 1935 року його більш детально описав німецький орнітолог Ервін Штреземан у журналі “Ornithologische Monatsberichte” (XLIII. 138).